# Убити Білла. Фільм 2
«Уби́ти Бі́лла. Фільм 2» — американський бойовик 2004 року з Умою Турман режисера та сценариста Квентіна Тарантіно. Спочатку планувалося випустити обидві частини одночасно, але оскільки хронометраж стрічки перевищував 4 години, було випущено дві частини — перша з'явилася у кінотеатрах наприкінці 2003 року, прем'єра другої відбулася у квітні 2004 року.

## Сюжет
На початку фільму повторюється сцена, де закривавлена поранена Наречена Беатрікс у шлюбній сукні лежить на підлозі в церкві, і Білл говорить їй, що здійснює свій наймазохістичніший вчинок. Беатрікс перед контрольним пострілом встигає сказати тільки: «Білле, це твоя дитина».
Потім сюжет повертається до того моменту, коли відбувалася репетиція весілля. Беатрікс, її наречений Томмі та інші присутні обговорюють різні дрібниці і деталі майбутнього вінчання. Виявляється, що запрошені будуть лише з боку нареченого, а з боку нареченої нікого, бо в неї немає родичів. Беатрікс виходить подихати свіжим повітрям і раптом бачить Білла, що грає на флейті. Беатрікс дає йому зрозуміти, що вона має намір почати нове життя звичайної щасливої жінки, в якому немає місця для її злочинного минулого. Тут Томмі кличе Беатрікс і прямує до них. Наречена представляє Білла як свого батька. Білл вдає щиру радість від знайомства і приймає запрошення від Томмі на спільний обід, за умови, що за все платитиме він. Наостанок Білл говорить Беатрікс, що вона сама вільна вибирати свою долю і нічого йому не винна. Беатрікс ніжно цілує його і йде до вівтаря продовжувати репетицію. Білл залишається подивитися на церемонію. У цей час біля входу з'являються чотири вбивці з банди Білла: Еллі Драйвер, Верніта Грін, Бадд і О-Рен Ішії, які заходять до церкви і безжально розстрілюють усіх присутніх.
Через чотири роки, проведені в комі, Беатрікс прокидається з жагою помсти. Вона вбиває двох нападників, а потім йде до брата Білла Бадда, що проживає в пустелі в трейлері. Однак той стріляє в неї сіллю з рушниці та телефонує Еллі, щоб повідомити про успішне вбивство та отримати винагороду. Потім він везе месницю, щоб разом з Біллом закопати її живцем. Білл кидає в труну ліхтарик, аби Беатрікс усвідомлювала своє жахливе становище, та засипає труну землею.
Але Беатрікс згадує, як Білл розповідав їй про смертельний удар, який убиває, щойно жертва зробить п'ять кроків. Також він повідав їй легенду про шаолінського майстра бойових мистецтв Пай Мея, що знав цей удар. Беатрікс вирушила вчитися до Пай Мея, котрий виявився вимогливим дратівливим чоловіком, але навчив її головному — навіть не думати про поразку ще до того, як почнеться бій. Беатрікс звільняє зв'язані руки та, згадавши уроки Пай Мея, пробиває труну й вибирається на поверхню.
Тим часом, брат Білла хоче продати меч Беатрікс Еллі Драйвер. Та разом з грошима підсовує Бадді отруйну змію і, вбивши його таким чином, забирає меча й гроші. Наостанок вона каже, що жалкує про те, що Беатрукс убив такий покидьок, а не вона. Беатрікс вривається до Біллового трейлера і після кулачної бійки сходиться з Еллі в двобої на мечах. Беатрікс запитує, за що Пай Мей вирвав Еллі око. Еллі відповідає — за образу, а потім вона отруїла Пай Мея. Беатрікс виколює Еллі її єдине око та лишає в трейлері зі змією.
Беатрікс знаходить названого батька Білла, Естебана, щоб знайти свого кривдника. Той чемно розповідає, де його знайти. Прийшовши в будинок Білла, Беатрікс бачить поряд з Біллом дівчинку. Білл пояснює, що це її дочка, та через історію про загиблу рибку пояснює, чому стріляв у Беатрікс. Він дозволяє їй побути з дочкою, але дає зрозуміти, що намірений убити. Білл вколює їй сироватку правди, Беатрікс зізнається, що на своєму останньому завданні в Білла, дізнавшись про свою вагітність, вона побоялася за дитину, тому дала жертві піти. Беатрікс завдає Біллу удару, що вбиває за п'ять кроків. Білл запитує, чи справді Пай Мей навчив її цього удару, на що вона двозначно киває головою в боки. Білл визнає, що вона була найкращою, іде в сад і помирає.
Беатрікс забирає дочку та наступного ранку сідає дивитися з нею мультфільми. Під час титрів імена жертви месниці показані закресленими, Чорна Мамба лишається під знаком питання, а Білл незакресленим.

## У ролях
| Актор               | Роль                         |
| ------------------- | ---------------------------- |
| Ума Турман          | Чорна Мамба / Беатрікс Кіддо |
| Девід Керрадайн     | Білл                         |
| Люсі Лью            | О-Рен ІшІ                    |
| Вівіка А. Фокс      | Верніта Грін                 |
| Майкл Медсен        | Бадд                         |
| Деріл Ганна         | Еллі Драйвер                 |
| Семюел Л. Джексон   | Руфус                        |
| Майкл Паркс         | старий Естебан               |
| Перла Гейні-Джардін | Бі-Бі                        |

## Звукова доріжка
| №  | Назва                      | Виконавець                            | Довжина |
| -- | -------------------------- | ------------------------------------- | ------- |
| 1  | A Few Words from the Bride | Ума Турман (діалог)                   | 0:42    |
| 2  | Goodnight Moon             | Shivaree                              | 4:03    |
| 3  | Il Tramonto                | Енніо Морріконе                       | 1:15    |
| 4  | Can't Hardly Stand It      | Чарлі Фізерс                          | 2:48    |
| 5  | Tu Mirá                    | Lole y Manuel                         | 4:00    |
| 6  | Summertime Killer          | Луїс Бакалов                          | 3:39    |
| 7  | The Chase                  | Алан Рівз, Фил Стил и Филип Бригам    | 1:03    |
| 8  | The Legend of Pai Mei      | Девід Керрадайн і Ума Турман (діалог) | 2:06    |
| 9  | L'Arena                    | Енніо Морріконе                       | 4:46    |
| 10 | A Satisfied Mind           | Джонні Кеш                            | 2:50    |
| 11 | A Silhouette of Doom       | Енніо Морріконе                       | 2:54    |
| 12 | About Her                  | Малкольм Макларен                     | 4:49    |
| 13 | Truly and Utterly Bill     | Девід Керрадайн і Ума Турман (діалог) | 0:47    |
| 14 | Малаґенья Салероса         | Chingon                               | 4:05    |
| 15 | Urami Bushi                | Мейко Кадзі                           | 3:33    |
| 16 | Black Mamba                | Wu-Tang Clan                          | 2:38    |